# Elefántcsontpart az 1968. évi nyári olimpiai játékokon
Elefántcsontpart a mexikói Mexikóvárosban megrendezett 1968. évi nyári olimpiai játékok egyik részt vevő nemzete volt. Az országot az olimpián 2 sportágban 10 sportoló képviselte, akik érmet nem szereztek.

## Atlétika
Férfi
| Versenyző                                             | Versenyszám     | Előfutam | Előfutam | Előfutam | Negyeddöntő | Negyeddöntő | Negyeddöntő | Elődöntő | Elődöntő | Elődöntő | Döntő   | Döntő    |
| Versenyző                                             | Versenyszám     | Idő      | Hely.    | Össz.    | Idő         | Hely.       | Össz.       | Idő      | Hely.    | Össz.    | Idő     | Helyezés |
| ----------------------------------------------------- | --------------- | -------- | -------- | -------- | ----------- | ----------- | ----------- | -------- | -------- | -------- | ------- | -------- |
| Gaoussou Koné                                         | 100 m           | 10,37    | 3.       | 13.      | 10,22       | 3.          | 9.*         | 10,27    | 5.       | 11.      | kiesett | kiesett  |
| Yoyaga Dit Coulibaly                                  | 400 m           | 50,11    | 8.       | 54.      | kiesett     | kiesett     | kiesett     | kiesett  | kiesett  | kiesett  | kiesett | kiesett  |
| Simbara Maki                                          | 110 m gát       | 14,32    | 6.       | 24.      |             |             |             | kiesett  | kiesett  | kiesett  | kiesett | kiesett  |
| Atta Kouakou Kouami N'Dri Boy Akba Diby Gaoussou Koné | 4 × 100 m váltó | 39,68    | 5.       | 12.      |             |             |             | 39,69    | 7.       | 11.      | kiesett | kiesett  |

| Versenyző          | Versenyszám   | Selejtező | Selejtező | Döntő    | Döntő    |
| Versenyző          | Versenyszám   | Eredmény  | Helyezés  | Eredmény | Helyezés |
| ------------------ | ------------- | --------- | --------- | -------- | -------- |
| Denis Ségui Kragbé | Diszkoszvetés | 55,24 m   | 17.       | kiesett  | kiesett  |

* - egy másik versenyzővel azonos időt ért el

## Kajak-kenu
Férfi
| Versenyző                         | Versenyszám         | Előfutam | Előfutam | Előfutam | Vigaszág | Vigaszág | Vigaszág | Elődöntő | Elődöntő | Elődöntő | Döntő   | Döntő    |
| Versenyző                         | Versenyszám         | Idő      | Hely.    | Össz.    | Idő      | Hely.    | Össz.    | Idő      | Hely.    | Össz.    | Idő     | Helyezés |
| --------------------------------- | ------------------- | -------- | -------- | -------- | -------- | -------- | -------- | -------- | -------- | -------- | ------- | -------- |
| Jérôme Dogo Gaye                  | Kajak egyes 1000 m  | 4:31,2   | 7.       | 20.      | 4:31,69  | 4.       | 11.      | kiesett  | kiesett  | kiesett  | kiesett | kiesett  |
| Paul Gnamia M'Boule N'Gama N'Gama | Kajak kettes 1000 m | 4:09,8   | 5.       | 14.      | 4:07,98  | 3.       | 7.       | 4:01,31  | 5.       | 15.      | kiesett | kiesett  |